# دوري سان مارينو 2017–18
دوري سان مارينو 2017–18 (بالإيطالية: Campionato Dilettanti 2017-2018)‏ هو الموسم 33 من  دوري سان مارينو. أشرف على تنظيمه اتحاد سان مارينو لكرة القدم، وكان عدد الأندية المشاركة فيه  15، وفاز فيه نادي لا فيوريتا.